# Clathria orientalis
Clathria orientalis är en svampdjursart som först beskrevs av Brøndsted 1934.  Clathria orientalis ingår i släktet Clathria och familjen Microcionidae. Inga underarter finns listade i Catalogue of Life.